# Amberg, Bayern
Amberg är en kommun och ort i Landkreis Unterallgäu i Regierungsbezirk Schwaben i förbundslandet Bayern i Tyskland.
Kommunen ingår i kommunalförbundet Türkheim tillsammans med köpingen Türkheim och kommunerna Rammingen och Wiedergeltingen.